# Дятел абісинський
Дя́тел абісинський (Dendropicos abyssinicus) — вид дятлоподібних птахів родини дятлових (Picidae). Мешкає в Ефіопії і Еритреї. Його найближчим родичем є сірощокий дятел.

## Опис
Довжина птаха становить 16 см, вага 23-26 г. Верхня частина тіла золотисто-жовта, надхвістя червоне, крила і хвіст смугасті. Нижня частина тіла білувата, сильно поцяткована темними смужками. Голова смугаста, у самців на тімені і потилиці червона пляма.

## Поширення і екологія
Абісинські дятли є ендеміками Ефіопського нагір'я. Вони живуть у високогірних чагарникових заростях хагенії (Hagenia abyssinica), ялівцю і молочаю, на нижчих висотах — в лісистій савані. Зустрічаються на висоті від 1600 до 3000 м над рівнем моря. Сезон розмноження триває з грудня по травень.